# 托基 (烏克蘭)
49°38′3″N 26°13′17″E / 49.63417°N 26.22139°E
托基（羅馬化：Toky）是位於烏克蘭西部特諾皮爾州特諾皮爾區的村莊，始建於1772年，面積5.51平方公里，2021年人口932，人口密度每平方公里216.7人。